# 佐賀導水事業
佐賀導水事業（さがどうすいじぎょう）は、延長約23キロメートル(km)の水路（流況調整河川）と調整池、排水ポンプ場などを設けて集中管理し、佐賀市など佐賀平野の洪水調節と低地の浸水防止、佐賀県中西部の水道用水補給などを行う事業。筑後川と城原川を結ぶ東佐賀導水路、城原川と嘉瀬川を結ぶ西佐賀導水路、巨勢川調整池（佐賀市）などからなる。

## 概要と経緯・目的

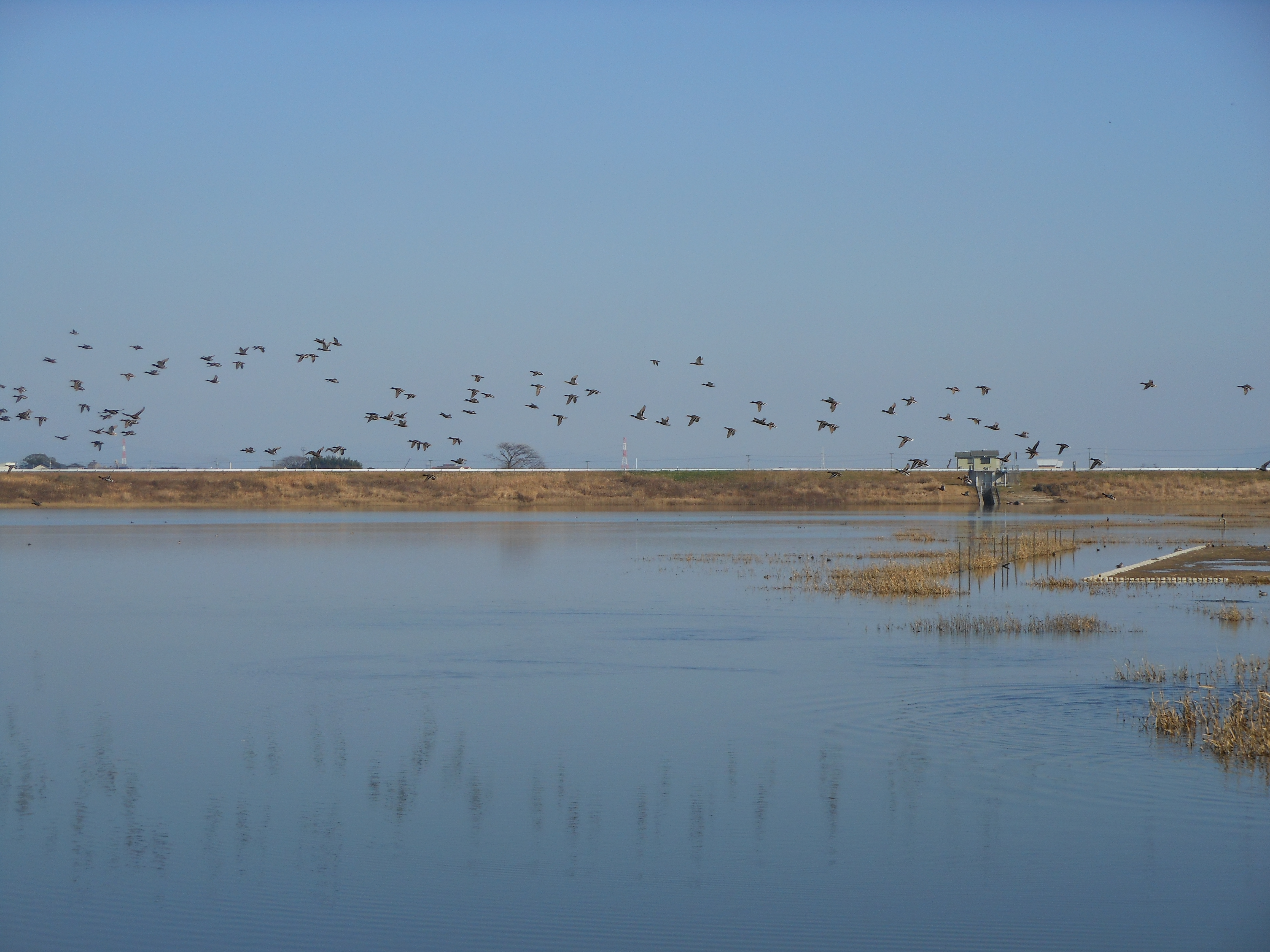
巨勢川調整池で冬に多く観察されるマガモ

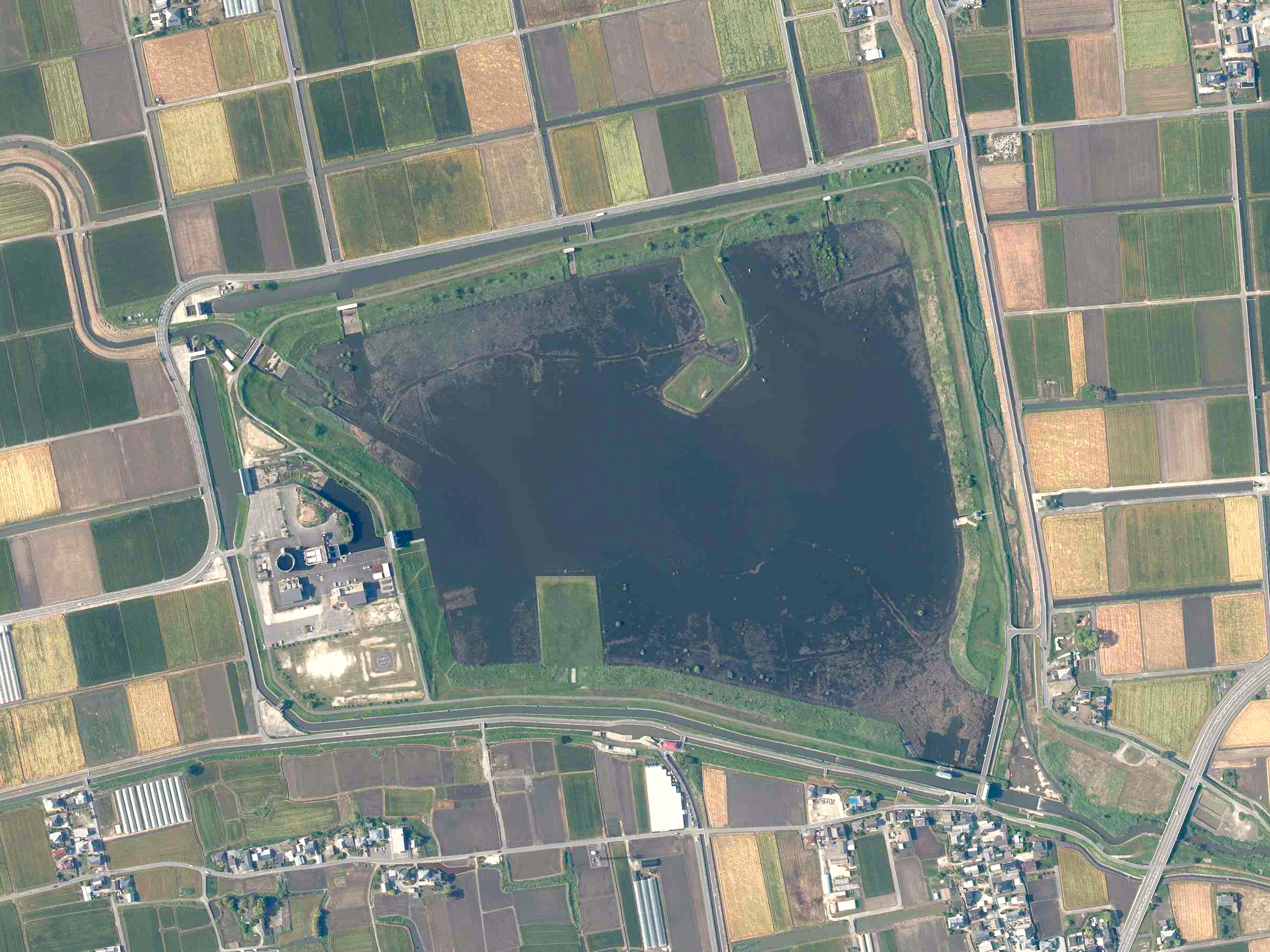
巨勢川調整池の空中写真。。

佐賀県の南部を占める佐賀平野は、勾配が著しく緩い低平地が広がるため河床勾配も緩く、有明海の最大6メートルに及ぶ干満差が排水を妨げるため、河川洪水や内水氾濫による浸水被害が頻発する。平野・農地面積に対して脊振山地の集水域は狭く、水源に乏しい。また、干満差により塩水が遡上する河川の中下流域では、川からの取水は困難である。こうした環境から不足する水需要を地下水の汲み上げに頼ったことから、昭和30年代後半より大規模な地盤沈下も社会問題となっていた。
これらの課題を克服すべく、長い導水路で筑後川・城原川・嘉瀬川を結び用排水の融通を可能とした。治水面では、佐賀市街の北に位置する巨勢川と黒川の合流部に容量2,200千立方メートル(m3)の巨勢川調整池を設けて河川流量に余裕を確保、併せて平野西部のみやき町から佐賀市にかけての7つの河川に内水を排水するポンプ場を設け、洪水リスクを低減。利水面では、平野西部の嘉瀬川西側や六角川流域の市町に水道用水を導き、また嘉瀬川や城原川など佐賀平野の河川の渇水を予防、佐賀市街の水路の浄化用水を補給することとした。
事業主体を建設省（後に国土交通省）として1965年（昭和40年）に予備調査を開始、1974年（昭和49年）に実施計画調査に移行、1979年（昭和54年）4月佐賀河川総合開発工事事務所の設置と共に事業に着工し、遅れて1986年（昭和61年）10月に全体の事業計画を決定した。1997年（平成9年）3月には東佐賀導水路、2001年（平成13年）3月には西佐賀導水路がおおむね完成している。また排水機場は完成次第、1991年から順次運転を開始し2006年から全か所運用している。
巨勢川調整池は1990年（平成2年）10月に着工する。集落跡の遺跡が発見されたため、1996年まで発掘調査を行った。工事を再開後の2003年（平成15年）今度は貝塚が発見され、2007年まで発掘調査を行い、遺跡（東名遺跡）の保存措置を採りながらの工事となった。これにより工期は長期化し、2009年（平成21年）3月に竣工となった。工期は昭和54年度（1979年度）から平成20年度（2008年度）までの29年間に及び、総工費は995億円に上る。

## 施設諸元と運用
管理運用は国土交通省九州地方整備局が行う。佐賀市兵庫南にある佐賀河川事務所に集約される情報や指揮系統と連携して、巨勢川調整池の南西に隣接して設置されている佐賀導水路操作室を拠点にポンプ場など10か所および水門・制水弁など26か所の操作を行う。

### 洪水調節・内水排除
巨勢川調整池は、増水時に最大流量毎秒130立方メートル(m3/s)（うち巨勢川 55 m3/s、黒川 75 m3/s、）、容量220万 m3を受け入れる能力を有し、巨勢川と黒川の合計ピーク流量200 m3/sを70 m3/sに低減できる設計。なお130 m3/sのうち最大30 m3/sを2系統のポンプと導水路を通じて嘉瀬川に排出するが、嘉瀬川の水位が高い場合は制限される場合がある。
筑後川から嘉瀬川に至る10河川のうち（東から）通瀬川、切通川、井柳川、三本松川、馬場川、中地江川、焼原川の7河川を対象に、降雨時に川から導水路へポンプで汲み上げ、高い堤防が整備されている城原川（最大27 m3/s）と筑後川（同15 m3/s）にそれぞれ排出する。
これらの効果により、佐賀市街地で河川の洪水を軽減、導水路沿いから筑後川右岸にかけての佐賀平野で低地の浸水を軽減する。

### 流水の正常な機能の維持
嘉瀬川と城原川は山が低く奥行きが少ない脊振山系を水源としているため、河川維持流量に対して流況が不足する場合がある。そのため、既存の水利用に支障を及ぼさない範囲で導水路により他河川より補給する。また、佐賀市内の中小河川は緩勾配に加え潮汐の影響を受けるため逆流や水の停滞が起こりやすく、加えて水源となる流入水のほとんどが耕地からの落ち水と生活排水のため水質が劣化しており、筑後川や嘉瀬川、巨勢川調整池から導水して水質の浄化を図る。
筑後川からは維持用水最大0.4 m3/sを取水し、そのうち最大0.1 m3/sを城原川、最大0.3 m3/sを嘉瀬川に配分。また、浄化用水最大1.2 m3/sを筑後川から取水して多布施川に送り、佐賀市内の中小河川の維持用水に利用する。なお、2014年 - 2017年の利水融通日数を見ると1月から3月は稼働が多く、10月から12月は稼働が少ない傾向にある。

### 水道用水の補給
佐賀平野の水需要は、人口集中と産業発展により増加傾向にあり、特に西部地域では過剰な地下水汲み上げにより広範囲で地盤沈下が発生し、水源転換が求められていた。それに対応するため、前述の流水維持機能と同じ仕組みにより筑後川などや巨勢遊水地から導水し、嘉瀬川経由で利水ポンプで佐賀西部地域への水道用水 最大0.65 m3 = 56,000 m3/日）を補給する。
供給先は佐賀西部広域水道企業団で、嬉野市、小城市、多久市、武雄市、大町町、江北町、白石町、佐賀市（久保田町のみ）の8市町。嘉瀬川大堰からの取水で、水源は嘉瀬川ダムを主とし、佐賀東部導水から補給する（間接的に筑後川からも取水する形となる）。

### 導水路
東佐賀導水路は直径3mの埋設管路。内水排除の効果を最大限に発揮するため、山地と平地の境付近に計画。既設道路の下を通すことで極力用地買収を軽減した。なお、水資源機構が管理する農業用水路の筑後川下流用水（直径3 m）がほぼ同じルートで計画され一緒に埋設されている。
西佐賀導水路のうち城原川から巨勢川調整池の区間は、内水氾濫を導水路に取り込むため旧中地江川を活用した開水路方式。また、巨勢川調整池の下を潜る形で、焼原川から嘉瀬川方面排水ポンプへ通じる函路（暗渠）が施設されている。巨勢川調整池排水ポンプから嘉瀬川の区間は、直径3mの埋設管路2本となっている。

## 巨勢川調整池
巨勢川調整池（こせがわちょうせいち）。計画高水時の容量（洪水調節容量）220万 m3、管理棟なども含めた敷地面積が約55 ha、概ね東西900 m・南北600 mの規模。最低水位はT.P. -1.50 m、計画高水位がT.P. +5.50 m、堤防天端高がT.P. +6.10 m。2つの流入堰と5つの流入水門がある。
調整池が所在する佐賀市金立町千布の沖田地区は、もともと南で巨勢川と市の江、北で巨勢川と黒川が合流する低地であり、江戸時代元和年間（1615年 - 1624年頃）前後に成富兵庫茂安の指揮によって周辺で治水・利水のための改良工事が行われて以来、自然遊水地となっていた。川の堤防は佐賀城下町側で高く沖田地区側で低く作って増水時に溢れさせ、下流の佐賀江の引き潮を待って流下させる設計と考えられている。そのため沖田は「3年に1度米が収穫できればよい方」とも言われ、免税地となっていた。しかし近代に入ると税負担は他地区と同等になり、条件の悪い農地となっていた。
標高4.5 - 4.0 m前後の用地を5 m程度、深い所では7 m程度掘り込むとともに、1周する堤防を造成して、貯水容量を確保している。掘削により生じた排土は200万 m3。
調整池内の中央部に南北に並ぶ形で、東名遺跡（ひがしみょういせき）と名付けられた縄文時代早期（約7,000年前）の貝塚が所在する。調整池の掘削工事中の2003年に貝塚は初めて発見され、貝層から土器・石器や動物性遺物が、それより低い位置にある縁辺部の粘土層から編みかごをはじめとする多くの植物性遺物が出土した。第1貝塚から第6貝塚までの6か所のうち、協議を経て、常時湛水池にあたる2か所は記録保存、4か所は盛土保存を行うこととなり、盛土保存の4か所・約1.9 haの範囲は2016年に国の史跡に指定されている。保存に際しては有識者を招聘し、貝塚上部に盛土して酸素を遮断し酸化による劣化を防ぐ工法を採用した。出土品は佐賀導水路操作室の中の東名縄文館に展示されている。
また、調整池内はススキやヨシの草原が分布する広大な水辺になっており、冬季に多くの渡り鳥が観察される。マガモ、オナガガモなどのカモ類を主として60種以上が確認されている。